# Messübung
Eine Messübung ist eine spezielle Lehrveranstaltung an einer Hochschule, die dem fachgerechten Umgang mit (meist teuren oder empfindlichen) Messinstrumenten dient und/oder dem Sammeln einschlägiger praktischer Erfahrung. Sie findet begleitend oder nachträglich zu Vorlesungen oder Rechenübungen statt, sowie (seltener) auch als betreuter Außendienst in Form einer Feldübung oder Fachexkursion.
Messübungen gibt es vornehmlich in naturwissenschaftlichen und technischen Fächern. Sie sind meist als mehrstündige Blockeinheiten organisiert und finden – je nach Fachgebiet – im Freien oder im Labor statt. Letztere können auch in Messkellern, klimatisierten Räumen oder auf Dachterrassen eingerichtet sein.
Sonderformen von Messübungen gibt es auch an anderen Schulen, zum Beispiel im Geografie- oder Physikunterricht, an Volkshochschulen oder beim Militär. Spezielle Formen sind u. a.:
- Geländeübungen in der Geologie oder in anderen Geowissenschaften
- Praktische Übungen im Bau- und Vermessungswesen
- Feldübungen
- Nachtübungen usw.